# Joe Cahill
Joe Cahill (iriska: Seosamh Ó Cathail), född 19 maj 1920 i Belfast, död 23 juli 2004 i Belfast, var en ledande kraft inom Provisoriska IRA som 1969 bröt sig fri från Officiella IRA. Man vägrade ta order från Billy McMillen i Dublin eftersom Officiella IRA ansåg att man ej skulle försvara katolska bostadsområden. Cahill hade under sitt liv flera höga poster inom både Sinn Féin och PIRA. Han var 1971-1972 befälhavare för PIRAs Belfast-brigad. Han tjänstgjorde även som PIRA:s vapeninhandlare.
På hans begravning höll Sinn Féins ledare Gerry Adams ett tal där han tackade Cahill. "Joe Cahill was a physical force republican, and he made no apologies for that."
| ”            | I was born in a united Ireland, I want to die in a united Ireland. | „ |
| – Joe Cahill |                                                                    |   |